# Quercus sicula
Quercus sicula — вид рослин з родини букових (Fagaceae), вважається ендеміком Сицилії.

## Поширення
Вважається ендеміком Сицилії.